# TOPPANクロレ
TOPPANクロレ株式会社（とっぱんクロレ、英語: TOPPAN Colorer Inc.）は、東京都北区東十条3-10-36に本社を置く大手印刷会社である。
TOPPANホールディングスの100%子会社であり、漫画の単行本の印刷では国内最大のシェアを有している。2024年（令和6年）6月30日までの社名は図書印刷株式会社（としょいんさつ、英語: Tosho Printing Co,.Ltd.）。

## 沿革
- 1911年（明治44年）3月17日 - 川口印刷所が創業。
- 1943年（昭和18年）3月17日 - 川口印刷株式会社を設立。
- 1944年（昭和19年）5月 - 社名を帝国印刷株式会社に変更。
- 1947年（昭和22年）9月 - 社名を図書印刷株式会社に変更。
- 1949年（昭和24年）5月 - 東京証券取引所上場。
- 1970年（昭和45年） - 凸版印刷と業務提携契約を締結。
- 1982年（昭和57年）10月 - 読売新聞と合弁で関西図書印刷を設立
- 1988年（昭和63年）6月 - 川越工場の前身となる富士製本加工株式会社を設立。
- 1989年（平成元年）3月 - 図書製本株式会社を設立。
- 1999年（平成11年） - 富士製本加工を当社の川越工場とする。
- 2007年（平成19年）
  - 4月 - 凸版子会社『トッパングラフィックコミュニケーションズ』王子事業所を分離した『トッパングラフィック王子』を合併、城北工場とする。
  - 10月 - 凸版を割当先とする第三者割当増資を行う。凸版が親会社となる。
  - 11月 - 教科書制作中堅の学校図書を完全子会社化。
- 2013年（平成25年）
  - 3月 - 城北工場を閉鎖、川越工場に統合。
  - 4月 - 図書製本株式会社を合併。
- 2017年（平成29年）11月15日 - 英語参考書中堅の桐原書店を子会社化[3]。
- 2019年（令和元年）
  - 7月30日 - 東京証券取引所上場廃止。
  - 8月1日 - 株式交換により、凸版印刷の完全子会社となる[4]。
- 2021年（令和3年）
  - 8月 - 学校図書の全株式を数研出版に売却。
  - 10月 - 川越工場を閉鎖。これにより当社所属の工場は沼津のみとなる。
- 2024年（令和6年）7月1日 - 社名をTOPPANクロレ株式会社に変更[5]。クロレ（Colorer）はフランス語で「色」や「彩り」を意味する。

## 事業所・拠点
- 本社 - 東京都北区東十条3-10-36
- 神田オフィス - 東京都千代田区神田神保町1-27-3
- 大阪営業所 - 大阪市福島区海老江3-22-61
- 名古屋営業所 - 名古屋市中村区名駅2-37-21
- 静岡営業所 - 静岡県沼津市大塚15
- 沼津工場 / Sファクトリー - 静岡県沼津市大塚15

過去
- 本社・三田工場 - 東京都港区三田
- 蒲田工場・蒲田フォトスタジオ - 東京都大田区東六郷
- 城北工場 - 東京都北区東十条3-10-36
- 川越工場 - 埼玉県川越市南台

### 関連会社
- 関西図書印刷株式会社 - 読売新聞大阪本社（旧・大阪讀賣新聞社）との共同出資。3工場とも読売新聞の印刷工場。
  - 本社・茨木工場 - 大阪府茨木市横江1-7-1
  - 神戸工場 - 神戸市北区赤松台1-4-13
  - 京都工場 - 京都府八幡市上津屋林61